# Patriotiske Front (Bulgarien)
Den Patriotiske Front (bulgarsk Патриотичен фронт) er en nationalistisk valgalliance i Bulgarien omkring de politiske partier IMRO – bulgarske nationale bevægelse (IMRO) og den Nationale Front for Bulgariens Frelse.